# Chichibu (distillerie)
La distillerie Chichibu (秩父蒸溜所, Chichibu jōryūsho), située dans la ville de Chichibu (préfecture de Saitama, au nord de Tokyo) appartient à la société Venture Whisky (ベンチャーウイスキー, Benchā uisukī), producteur de whisky japonais sous la marque Ichiro's Malt (イチローズ・モルト, Ichirōzu moruto).

## Histoire
Chichibu est ouverte en 2008 par Ichirō Akuto (肥土 伊知郎, Akuto Ichirō), petit-fils du fondateur de la distillerie de Hanyū. Elle est située non loin de cette ancienne distillerie fermée en 2000 et détruite en 2004. La distillerie stocke et gère les embouteillages des derniers fûts de la distillerie de Hanyū, mais aussi des distilleries de Kawasaki et de Karuizawa.
Avec les premiers whiskys distillés à Chichibu et des fûts restant de Hanyū, trois pure malts sont créés, les Mizunara Wood Reserve, Wine Wood Reserve et Double Distilleries, ainsi qu'un blend appelé Malt and Grain White Label dont le whisky de grain provient des derniers stocks de la distillerie de Kawasaki.
En 2011, les premiers single malts sont assemblés et embouteillés en séries limitées : The First, The Floor Malted et The Peated.

## Production
La distillerie utilise des cuves de brassage en inox et huit cuves de fermentation en mizunara (Quercus mongolica subsp. crispula, une variété de chêne japonais), d'une capacité de 3 000 litres entièrement fabriqués au Japon, et distille dans deux petits alambics traditionnels wash still et spirit still, à chauffage indirect par vapeur, d'une capacité de 2 000 litres fabriqués par Forsyths, le plus célèbre fabricant d'alambics écossais,.
La quasi-totalité de l'orge maltée non tourbée est importée d'Angleterre, le reste d'Allemagne, tandis que l'orge maltée tourbée provient exclusivement d'Ecosse. Une petite partie est occasionnellement maltée sur place, la distillerie possédant un kiln ou four à séchage. Le maltage sur site devrait progressivement augmenter, notamment le maltage d'orge japonaise, afin de produire un single malt 100 % japonais, le premier de l'histoire.
Les single malts fermentent pendant environ 72 heures, puis le malt est distillé deux fois, une première dans le wash still où le degré d'alcool atteint les 23 % du volume, puis une seconde dans le spirit still où le degré d'alcool atteint les 70 %.